# Örlaxtjärnarna
Örlaxtjärnarna är en sjö i Gagnefs kommun i Dalarna och ingår i Norrströms huvudavrinningsområde.